# Монблан-дю-Такюль
Монбла́н-дю-Такю́ль (фр. Mont Blanc du Tacul) — вершина высотой 4248 метров над уровнем моря в массиве Монблан в Альпах в департаменте Верхняя Савойя, Франция. Первое зарегистрированное восхождение на вершину совершили Чарльз Хадсон, Эдвард Ширли Кеннеди, Эдвард Джон Стивенсон, Кристофер и Джеймс Гренвиль Смиты, Чарльз Эйнсли и Г. К. Джоуд без гидов 8 августа 1855 года.

## Физико-географическая характеристика
Вершина Монблан-дю-Такуль находится в горном массиве Монблан в одном километре от границы с Италией (департамент Верхняя Савойя, Франция). В трёх километрах к северу от вершины находится Эгюий-дю-Миди, в двух километрах на юго-западе лежит ещё один четырёхтысячник массива Монблан — Мон-Моди. Относительная высота вершины составляет 219 метров, главной вершиной по отношению к Монблан-дю-Такуль является Мон-Моди высотой 4465 метров. Монблан-дю-Такуль и Мон-Моди соединены перевалом Коль-Моди (4029 метра). В 1994 году UIAA внёс Монблан-дю-Такуль в основной список официального перечня горных вершин-четырёхтысячников Альп. В этом списке вершина находится на 24 месте по абсолютной высоте.
Восточная стена вершины практически отвесная, остальные стены более пологие. По ней проложены большинство из наиболее сложных маршрутов восхождений на вершину, такие как по кулуару Дьявола, Суперкулуару и другим. По восточной стене почти до главной вершины проходит кулуар, названный по имени первопроходца, — Джусто Джервазутти, восхождение по которому является одним из сложнейших на вершину.

## История восхождений

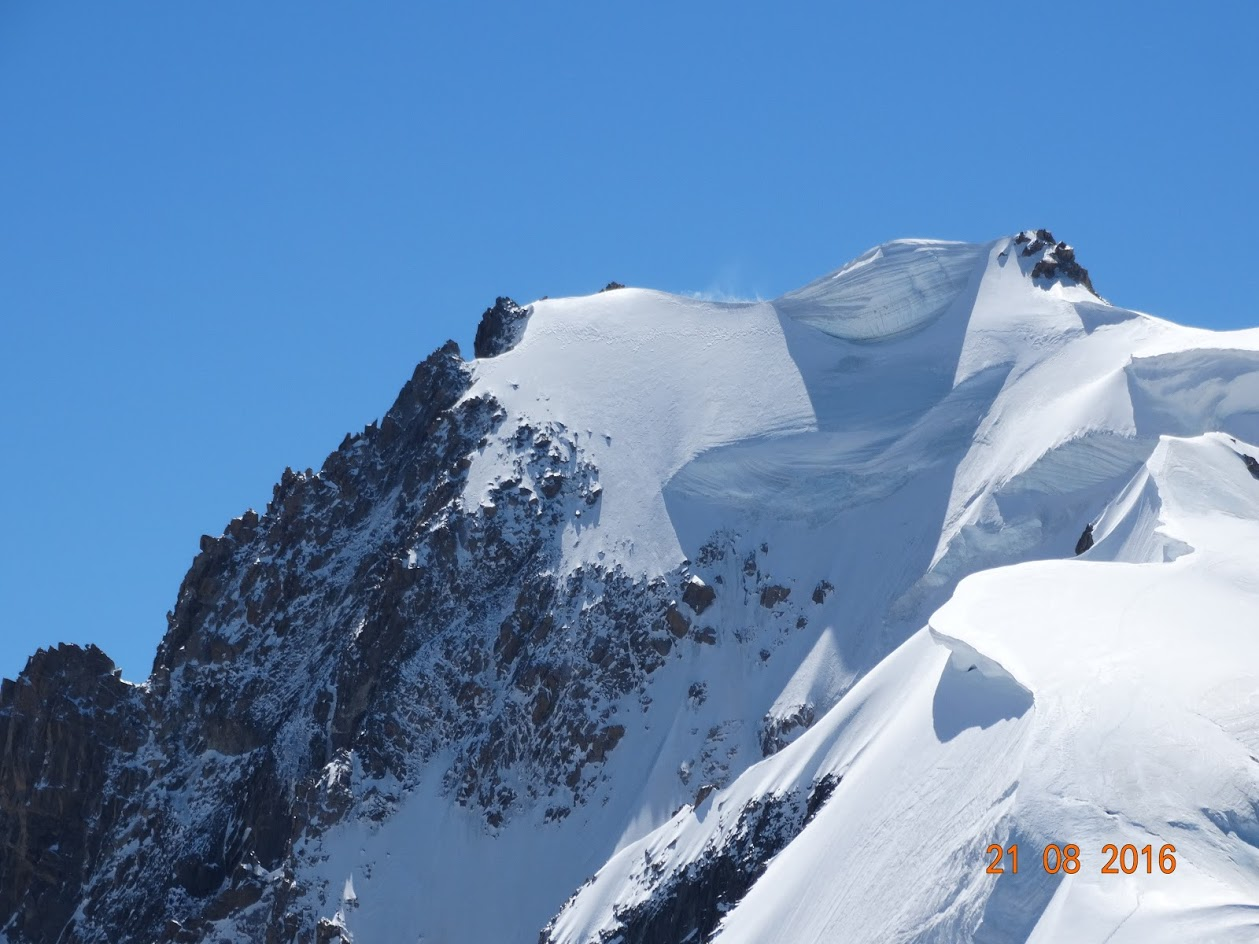
Монбла́н-дю-Такю́ль (вид с Эгюий-дю-Миди)

Первое зарегистрированное восхождение на вершину совершили Чарльз Хадсон, Эдвард Ширли Кеннеди, Эдвард Джон Стивенсон, Кристофер и Джеймс Гренвиль Смиты, Чарльз Эйнсли и Г. К. Джоуд без гидов 8 августа 1855 года по классическому ныне маршруту (с севера через перевал Коль-дю-Миди). Однако ещё до восхождения Хадсона гиды из Курмайёра могли пройти вершину, когда пытались штурмовать Монблан в 1854 и 1855 годах с итальянской стороны, хотя официального подтверждения их восхождению нет.
Кулуар Джервазутти впервые был пройден в 1929 году итальянцами Д. Филипи, Пьеро Гигльоне и Франческо Равелли, однако их прохождение не было полностью прямым. Первое полное прохождение кулуара Джервазутти было совершено 13 августа 1934 Джусто Джервазутти и Ренато Шабо. Спустя 12 лет 16 сентября 1946 года Джервазутти погиб на этом же маршруте во время спуска по пути подъёма, а сам маршрут позднее был назван в его честь.
Кулуар Дьявола (фр. Couloir du Diable) впервые был пройден 31 августа 1930 года Гуидо Антольди, Габриелем Боккалатте, Ренато Шабо, Маттео Галло и Пьеро Гигльоне. Первое прохождение ребра Джервазутти было совершено 29—30 июля 1951 года П. Форнелли и Г. Мауро. 12 июня 1964 года Клод Жаже и Пьер Бартелеми совершили первопрохождение кулуара Жаже. 18—20 мая 1976 года французские альпинисты Жан-Марк Буавен и Патрик Габарру совершили первое восхождение по Суперкулуару.

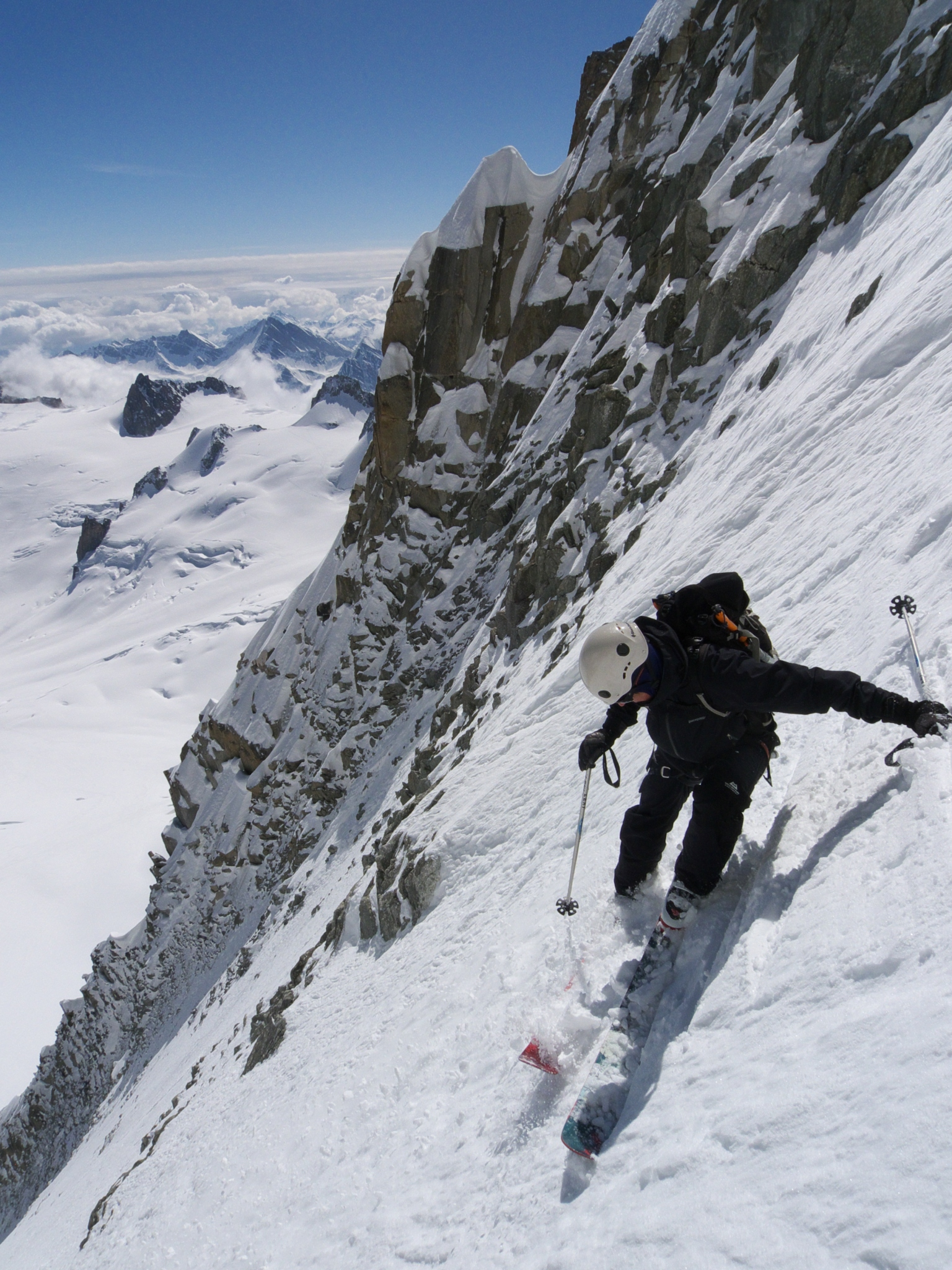
Спуск по кулуару Жаже на горных лыжах

С вершины Монблан-дю-Такюль также возможны спуски на горных лыжах и сноубордах. Спуск по кулуару Джервазутти впервые был осуществлён швейцарским горнолыжником Сильвеном Соданом 16 октября 1968 года. Первый спуск по кулуар Дьявола совершил Даниэл Шошефуан 13 июня 1976 года. В следующем году, 7 марта 1977 года, первый спуск по кулуару Жаже на лыжах совершил Джеки Бессат, а 6 января 1990 года группа сноубордистов (Алексис Берто, Йозеф Брокерел, Лоран Кру, Агостино Феррари, Адольфо Хесс, Луи Муссильон и Флавио Санти) совершили первый спуск по кулуару Жаже на сноубордах.

## Маршруты восхождений

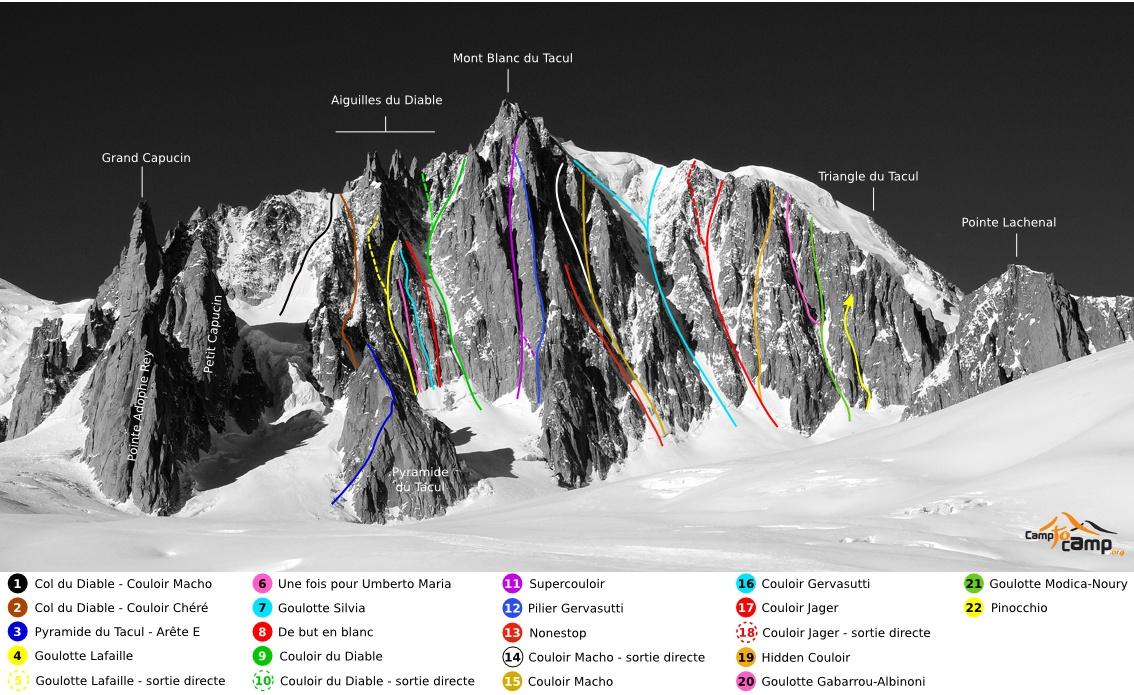
Маршруты по восточной стене вершины Монблан-дю-Такюль

На вершину Монблан-дю-Такуль проложено большое количество маршрутов различной степени сложности. Классический маршрут восхождения проходит по северной стене вершины через перевал Коль-дю-Миди, и имеет среднюю крутизну 35° (с двумя участками до 40°—45°). Маршрут считается умеренно сложным и имеет III категорию сложности по классификации UIAA (PD по классификации IFAF). Более сложные и опасные маршруты восхождения проложены по восточной стене вершины: кулуар Джервазутти (III/D-), кулуар Дьявола (III/D), Суперкулуар (IV/ED-), кулуар Жаже (II/D), кулуар Шери (III/D-), ребро Джервазутти (фр. Pilier Gervasutti; IV/TD) и другие.
Маршруты горнолыжных спусков с вершины считаются достаточно сложными (со средним уклоном до 60°). Основные трассы спуска проходят по кулуарам Джервазутти, Дьявола и Жаже.